# Neu-Westend (stacja metra)
Neu-Westend – stacja metra w Berlinie, w dzielnicy Westend, w okręgu administracyjnym Charlottenburg-Wilmersdorf na linii U2. Stacja została otwarta w 1922.